# Ptasia Głowa
Ptasia Głowa (indonez. Semenanjung Doberai, Semenanjung Kepala Burung, Jazirah Doberai; niderl. Vogelkop; ang. Bird’s Head Peninsula) – półwysep w północno-zachodniej części Nowej Gwinei. Administracyjnie stanowi część indonezyjskich prowincji Papua Południowo-Zachodnia i Papua Zachodnia.
Nazwa „Ptasia Głowa” (niderl. Vogelkop, z okresu holenderskiego kolonializmu) opiera się na skojarzeniu związanym z kształtem Nowej Gwinei. Nazwa „Doberai” pochodzi z języka biak.